# Lemahabang (Indramayu)
Lemahabang is een bestuurslaag in het regentschap Indramayu van de provincie West-Java, Indonesië. Lemahabang telt 4399 inwoners (volkstelling 2010).